# Jeu de tir à la première personne en ligne massivement multijoueur
Le jeu de tir à la première personne en ligne massivement multijoueur (ou MMOFPS) est un genre de jeux vidéo de tir à la première personne. Il se déroule en ligne et est massivement multijoueur.

## Liste de titres
- Battlefield Play4Free
- BattleBit Remastered
- Dust 514
- Hawken
- MAG
- PlanetSide